# Beat & Soul
Beat & Soul è un album in studio del duo musicale statunitense The Everly Brothers, pubblicato nel 1965.

## Tracce
Side 1
1. Love Is Strange (Mickey Baker, Sylvia Robinson, Ellas McDaniel) – 2:53
2. Money (Janie Bradford, Berry Gordy) – 2:32
3. What Am I Living For? (Art Harris, Fred Jay) – 3:05
4. Hi-Heel Sneakers (Robert Higginbotham) – 3:16
5. C.C. Rider (Gertrude "Ma" Rainey) – 2:12
6. Lonely Avenue (Doc Pomus) – 2:34

Side 2
1. Man With Money (Don Everly, Phil Everly) – 2:20
2. People Get Ready (Curtis Mayfield) – 2:05
3. My Babe (Willie Dixon) – 2:40
4. Walking the Dog (Rufus Thomas) – 2:39
5. I Almost Lost My Mind (Ivory Joe Hunter) – 2:37
6. The Girl Can't Help It (Bobby Troup) – 2:09

## Formazione
- Don Everly – chitarra, voce
- Phil Everly – chitarra, voce
- James Burton – chitarra
- Glen Campbell – chitarra
- Sonny Curtis – chitarra
- Larry Knechtel – basso
- Jim Gordon – batteria
- Leon Russell – piano
- Billy Preston – piano